# Droupadi Murmu
Droupadi Murmu (nhũ danh Puti Biranchi Tudu; sinh ngày 20 tháng 6 năm 1958) là một cựu giáo viên và chính trị gia người Ấn Độ, hiện đang giữ chức vụ tổng thống Ấn Độ kể từ năm 2022. Bà là người phụ nữ thứ hai (sau Pratibha Patil), người thuộc cộng đồng bộ lạc đầu tiên và là người trẻ nhất giữ chức vụ này. Bà cũng là tổng thống đầu tiên sinh ra ở Ấn Độ độc lập.